# Cosmin Dur-Bozoancă
Cosmin Andrei Dur-Bozoancă (sinh ngày 15 tháng 2 năm 1998) là một cầu thủ bóng đá người România thi đấu ở vị trí thủ môn cho Universitatea Cluj theo dạng cho mượn từ Viitorul Constanța.